# Robert S. Barton
Robert Stanley Barton (* 13. Februar 1925 in New Britain, Connecticut; † 28. Januar 2009 in Portland, Oregon) war ein US-amerikanischer Informatiker und Computer-Architekt.
Barton studierte Mathematik an der Iowa State University mit dem Bachelor-Abschluss 1948 und dem Master-Abschluss 1949. Seine ersten Erfahrungen mit Computern sammelte er 1951 im Applied Science Department von IBM. Ab 1954 arbeitete er als Programmierer für Shell, unter anderem auch auf Computern der Burroughs Corporation. Ab Ende der 1950er Jahre arbeitete er für Burroughs in Pasadena, zunächst an einem Compiler für eine ALGOL-58-Version (BALGOL genannt) auf der Burroughs 220. Ab 1960 war er selbständiger Berater zum Beispiel für Beckman Instruments (Datenverarbeitung in Zusammenhang mit Satellitensystemen), Lockheed und vor allem für Burroughs, wo er einer der Hauptarchitekten für die B5000 war (ab 1961). 1963 arbeitete er für die Control Data Corporation in Australien. Ab 1965 war er an der University of Utah, wo er 1968 bis 1973 Professor für Elektrotechnik war. Gleichzeitig war er Berater unter anderem bei General Electric und Burroughs, wo er an der Architektur der B6700 und B1700 arbeitete. An der Universität Utah beeinflusste er Studenten wie Alan Kay, James H. Clark (Mitgründer von Netscape), John Warnock, Ed Catmull, Alan Ashton (Word-Perfect-Mitgründer), Duane Call (Mitgründer von Computer System Architects) sowie die Computergrafik-Pioniere Henri Gouraud und Bùi Tường Phong. Nach seiner Zeit an der Universität Utah arbeitete er in der Forschungsabteilung von Burroughs in La Jolla.
Bei Burroughs realisierte er Computer mit Befehlen basierend auf dem Stapelspeicher-Konzept, zuerst in der B5000, die damit schon im Befehlssatz für die Ausführung einer höheren Programmiersprache (Algol) optimiert wurde. Diese Ideen entstanden aus seinem Studium der umgekehrten polnischen Notation von Jan Łukasiewicz noch in seiner Zeit bei Shell.
Mit Alan L. Davis entwickelte er 1972 bis 1976 den ersten Computer mit Datenfluss-Architektur, die DDM-1 (eine Kooperation der Universität Utah und von Burroughs).
1977 erhielt er den W. Wallace McDowell Award. 1974 war er Keynote Speaker auf dem ACM National Meeting in San Diego. 1979 erhielt er den Eckert Mauchly Award.

## Schriften
- Functional Design of Computers, Communications of the ACM, Band 4, Heft 9, 1961, S. 405
- A New Approach to the Functional Design of a Digital Computer, Proceedings of the Western Joint Computer Conference, Mai 1961, S. 393–396.
- A Critical Review of the State of Programming Art, AFIPS Joint Computer Conferences, Mai 1963, S. 169–177.
- Ideas for Computer Systems Organization: A Personal Survey, Software Engineering, Band 1, 1970, S. 7–16